# N-gramma
Un n-gramma è una sottosequenza di n elementi di una data sequenza. Secondo l'applicazione, gli elementi in questione possono essere fonemi, sillabe, lettere, parole, ecc. Un n-gramma di lunghezza 1 è chiamato "unigramma", di lunghezza 2 "digramma", di lunghezza 3 "trigramma" e, da lunghezza 4 in poi, "n-gramma". Alcuni modelli del linguaggio costruiti a partire da n-grammi sono catene di Markov di ordine n-1.

## Esempi
Seguono alcuni esempi di trigrammi di parole e relativi conteggi ottenuti dal Google n-gram corpus.
- ceramics collectables collectibles (55)
- ceramics collectables fine (130)
- ceramics collected by (52)
- ceramics collectible pottery (50)
- ceramics collectibles cooking (45)